# Suwa, Nagano
Suwa (japanska: 諏訪市?, Suwa-shi) är en stad i Nagano prefektur i Japan. Staden fick stadsrättigheter 1941.